# باشگاه فوتبال سی‌بی هونسلو یونایتد
باشگاه فوتبال سی‌بی هونسلو یونایتد (به انگلیسی: CB Hounslow United Football Club) یک باشگاه فوتبال در شهر اوسترلی، کشور انگلستان است، که در سال ۱۹۸۹ میلادی تأسیس شده‌است.